# Rozites
Rozites (P. Karst., Bidr. Känn. Finl. Nat. Folk 32: xx, 290, 1879) è un genere di funghi terricoli che crescono in boschi di aghifoglie, raramente sotto latifoglie, con cappello carnoso, brunastro, a volte stinto.
Si distinguono per la presenza di una specie di pruina sulla superficie del cappello, color crosta di pane, per la presenza di un anello membranoso sul gambo, gambo non facilmente dissociabile dal cappello, lamelle annesse al gambo e per le spore verrucose con poro germinativo color bruno-giallo.

## Specie diRozites
La specie tipo è Rozites caperatus (Pers.) P. Karst. (1879), altre specie sono:
- Rozites armeniacovelatus Bougher, Fuhrer & E. Horak (1994)
- Rozites australiensis Cleland & Cheel (1918)
- Rozites castanella E. Horak & G.M. Taylor (1982)
- Rozites collariatus (E. Horak & M.M. Moser) E. Horak (1980)
- Rozites colombiana Halling & Ovrebo (1987)
- Rozites emodensis (Berk.) M.M. Moser (1953)
- Rozites emodensis var. emodensis (Berk.) M.M. Moser (1953)
- Rozites emodensis var. vinacea Zhu L. Yang & W.K. Zheng (1992)
- Rozites flavoannulata Lj.N. Vassiljeva (1950)
- Rozites foetens Bougher, Fuhrer & E. Horak (1994)
- Rozites fusipes E. Horak & G.M. Taylor (1982)
- Rozites gamundiae E. Horak (1980)
- Rozites meleagris E. Horak & G.M. Taylor (1982)
- Rozites metallicus Bougher, Fuhrer & E. Horak (1994)
- Rozites neocaledonica E. Horak (1981)
- Rozites nymaniana Henn.
- Rozites occultus Bougher, Fuhrer & E. Horak (1994)
- Rozites ochraceoazureus (E. Horak) E. Horak (1980)
- Rozites pallida E. Horak & G.M. Taylor (1982)
- Rozites phaleratus (Fr.) Bon & Ramm (1994)
- Rozites purpurea M.M. Moser (1975)
- Rozites roseolilacinus Bougher, Fuhrer & E. Horak (1994)
- Rozites rugosiceps E. Horak & G.M. Taylor (1982)
- Rozites sarmienti (Speg.) E. Horak (1980)
- Rozites similis E. Horak (1981)
- Rozites symeae Bougher, Fuhrer & E. Horak (1994)
- Rozites violacea E. Horak (1975)